# Rancasumur
Rancasumur is een bestuurslaag in het regentschap Serang van de provincie Banten, Indonesië. Rancasumur telt 4729 inwoners (volkstelling 2010).